# Weißenfeld
Weißenfeld ist ein Gemeindeteil der Gemeinde Vaterstetten im Landkreis Ebersberg, Bayern. Die Bevölkerungszahl liegt bei rund 630 Einwohnern.

## Geschichte
Erstmals urkundlich erwähnt wurde Weißenfeld im 11. Jahrhundert. So soll im Jahr 1045 eine Villa „Wizzinvelt“ an das Kloster Ebersberg verschenkt worden sein.
Die im Kern romanische Kirche des Ortes, die dem Apostel Bartholomäus geweiht ist, wurde im Jahr 1720 barockisiert. Auffallend ist der mächtige Achteckturm mit seiner „Zwiebelhaube“.

## Verkehr
Weißenfeld liegt in unmittelbarer Nähe des Autobahnkreuzes München-Ost. Durch den Ort führt die stark befahrene Kreisstraße EBE 4, eine Umgehungsstraße ist seit Jahren in Planung.